# Bärnkopf
Bärnkopf ist eine Gemeinde mit 328 Einwohnern (Stand 1. Jänner 2025) im Bezirk Zwettl in Niederösterreich. Bärnkopf liegt im Zentrum des größten geschlossenen Waldgebietes Österreichs. Mit bis zu 1000 Meter Seehöhe ist der Ort die höchstgelegene Gemeinde des Waldviertels. Bärnkopf wurde vom Amt der NÖ Landesregierung das Prädikat „Luftkurort“ verliehen.

## Geografie

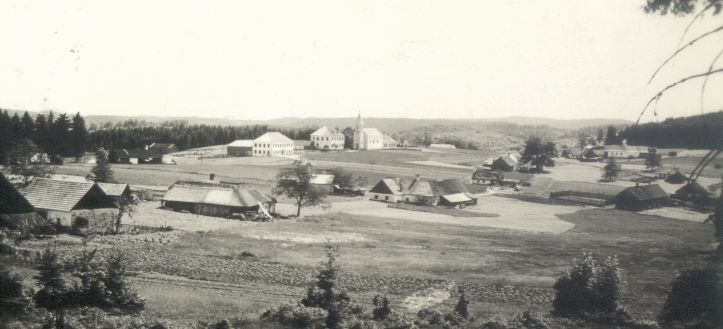
Bärnkopf

Bärnkopf liegt im Weinsberger Wald am westlichen Rand des niederösterreichischen Waldviertels und in der unmittelbaren Nähe des 1041 m hohen Weinsberges. Die Fläche der Gemeinde umfasst rund 48 km². Fast 95 Prozent der Fläche sind mit Stand von 2023 bewaldet.

### Gemeindegliederung
Die Gemeinde umfasst nachstehende Ortsteile:
- Bärnkopf mit Sitz der Gemeindeverwaltung
- Mitter-Bärnkopf – 0,5 km westlich von Bärnkopf gelegen
- Unter-Bärnkopf – 1 km westlich von Bärnkopf gelegen
- Zilleck – Rotte mit drei Forsthäusern des Habsburg-Lothringenschen Gutes Persenbeug – 1,5 km westlich von Bärnkopf an der Landesstraße 82 gelegen.
- Saggraben – Ortsteil rund 5 km nördlich von Bärnkopf gelegen
- Lichteck – Ortsteil 1 km nördlich von Saggraben gelegen.
- Weinsbergwiese – drei ehemalige Forsthäuser östlich von Bärnkopf an der Landesstraße Nr. 82 Richtung Gutenbrunn gelegen.
- Dürnberg/Schöngrund/Dorfstadt – Einzelhäuser in Privatbesitz (Dürnberg und Dorfstadt) bzw. Forsthaus des Habsburg-Lothringenschen Gutes Persenbeug (Schöngrund).

### Nachbargemeinden
| Altmelon             | Schönbach                                   | Bad Traunstein |
| St. Georgen am Walde | Kompassrose, die auf Nachbargemeinden zeigt | Gutenbrunn     |
|                      | Dorfstetten                                 | Yspertal       |

## Geschichte
Bärnkopf (der Name leitet sich von „Bergengupf“ ab) wurde um 1760 besiedelt, als der damalige Grundbesitzer Joseph Weber Edler von Fürnberg den bis dahin eher brach liegenden Weinsberger Wald intensiv zu nutzen begann. Er errichtete unter anderem auch mehrere Schwemmteiche, mit deren Hilfe das geschlägerte Holz über die kleine und große Ysper sowie den Weitenbach an die Donau bei Persenbeug und Weitenegg geschwemmt wurde.
Fürnberg nahm zur Abholzung der Wälder viele Holzknechte mit ihren Familien auf. Sie kamen aus der näheren Umgebung, aus Schlesien, der Steiermark, aus Oberösterreich, Tirol und von der böhmischen Grenze. Fürnberg schenkte seinen Arbeitern Grund und Boden, damit sie sich Häuser bauen und eine kleine Landwirtschaft betreiben konnten.
Ende des 18. Jahrhunderts verkaufte Fürnberg seine Besitzungen an Kaiser Franz I. aus Österreich. Und dessen Nachkommen (die Familie Habsburg-Lothringen) sind bis heute Eigentümer dieser Forstbestände im Weinsberger Wald.
Über 200 Jahre lang lebten die Bewohner der 1.000 Meter hoch gelegenen Gemeinde Bärnkopf fast ausschließlich von der Forstwirtschaft, der Ort unterstand der Herrschaft Gutenbrunn.
In Folge der Theresianischen Reformen wurde der Ort dem Kreis Ober-Manhartsberg unterstellt und nach dem Umbruch 1848 war er bis 1867 dem Amtsbezirk Ottenschlag zugeteilt.
Mit der Aufhebung der Grundherrschaften und der Bildung von Ortsgemeinden wurde der Ort 1849 ein Teil der Katastralgemeinde Weinsberger Forst die der Gemeinde Gutenbrunn zugeordnet war.
Nachdem es 1921 zu ersten Verhandlungen über eine Abtrennung der Katastralgemeinde Weinspergforst kam, wurde 1923 erneut ein Anlauf unternommen und das damals als Rotte geführte Bärnkopf mit dem Niederösterreichischen Landesgesetz vom 26. April 1923 eine eigenständige Gemeinde, diese umfasste die Ortsteile Bärnkopf, Berglucken, Dorfstadt, Dürnberg, Lichteck, Saggraben, Schöngrund, Weinspergwiese und Zilleck, die Trennung erfolgte dann am 6. Jänner 1924. Zuvor wurden schon am 19. August 1923 Gemeinderatswahlen und am 9. September 1923 eine Bürgermeisterwahl abgehalten.
Zwischen 1920 und 1933 wurde die Waldbahn Weinsbergerwald zwischen Gutenbrunn und Bärnkopf betrieben, diese war in 760 mm Spurweite ausführt und wurde für den Holztransport aus dem Weinsberger Wald zum Sägewerk in Gutenbrunn genutzt.
Laut Adressbuch von Österreich waren im Jahr 1938 in der Ortsgemeinde Bärnkopf ein Bäcker, drei Gastwirte, ein Gemischtwarenhändler, eine Schneiderin, zwei Schuster und eine Stickerei ansässig.
Anfang 1970 wurden dann unter dem damaligen Bürgermeister Karl Grudl erste Schritte in Sachen Tourismus unternommen. Durch viel Engagement der Bevölkerung aber auch der Gemeinde konnte in den folgenden 30 Jahren die Basis für eine erfolgreiche Tourismusgemeinde geschaffen werden, was im März 2007 mit der offiziellen Verleihung des Prädikates „Luftkurort“ durch die NÖ Landesregierung Anerkennung fand.
In der 2. Hälfte der 1980er Jahre wurden der Kreuzteich nördlich von Dürnberg sowie der Hubertusteich südlich von Bärnkopf angelegt, 1996 kam noch der 9 Hektar große Dürnbergteich südlich von Dürnberg dazu. Am 15. Oktober 1997 kam es zum Dammbruch beim Schlesingerteich.

### Einwohnerentwicklung
Nach dem Ergebnis der Volkszählung 2001 gab es 378 Einwohner. 1991 hatte die Gemeinde 384 Einwohner, 1981 414 und im Jahr 1971 465 Einwohner.

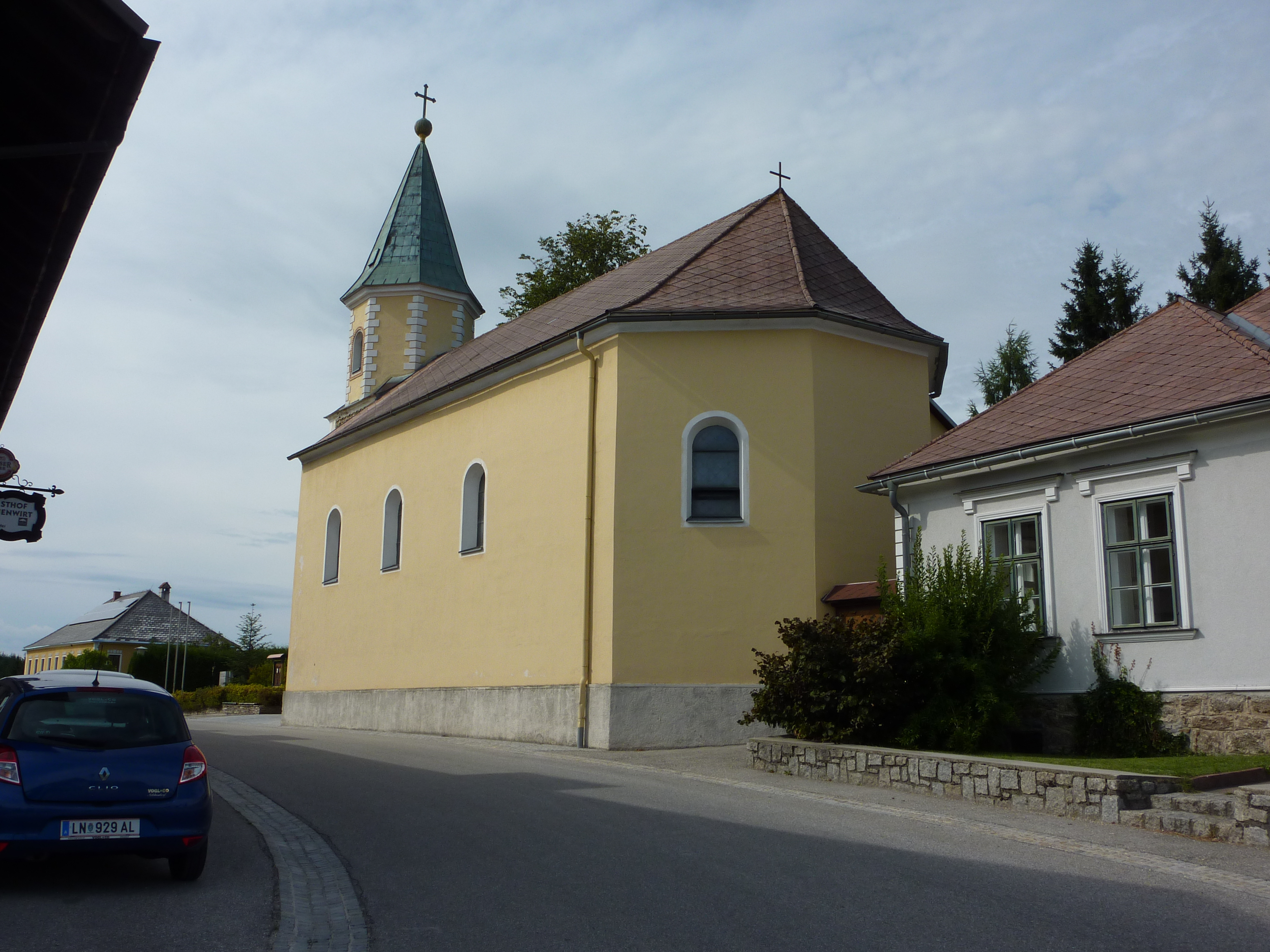
Pfarrkirche Bärnkopf

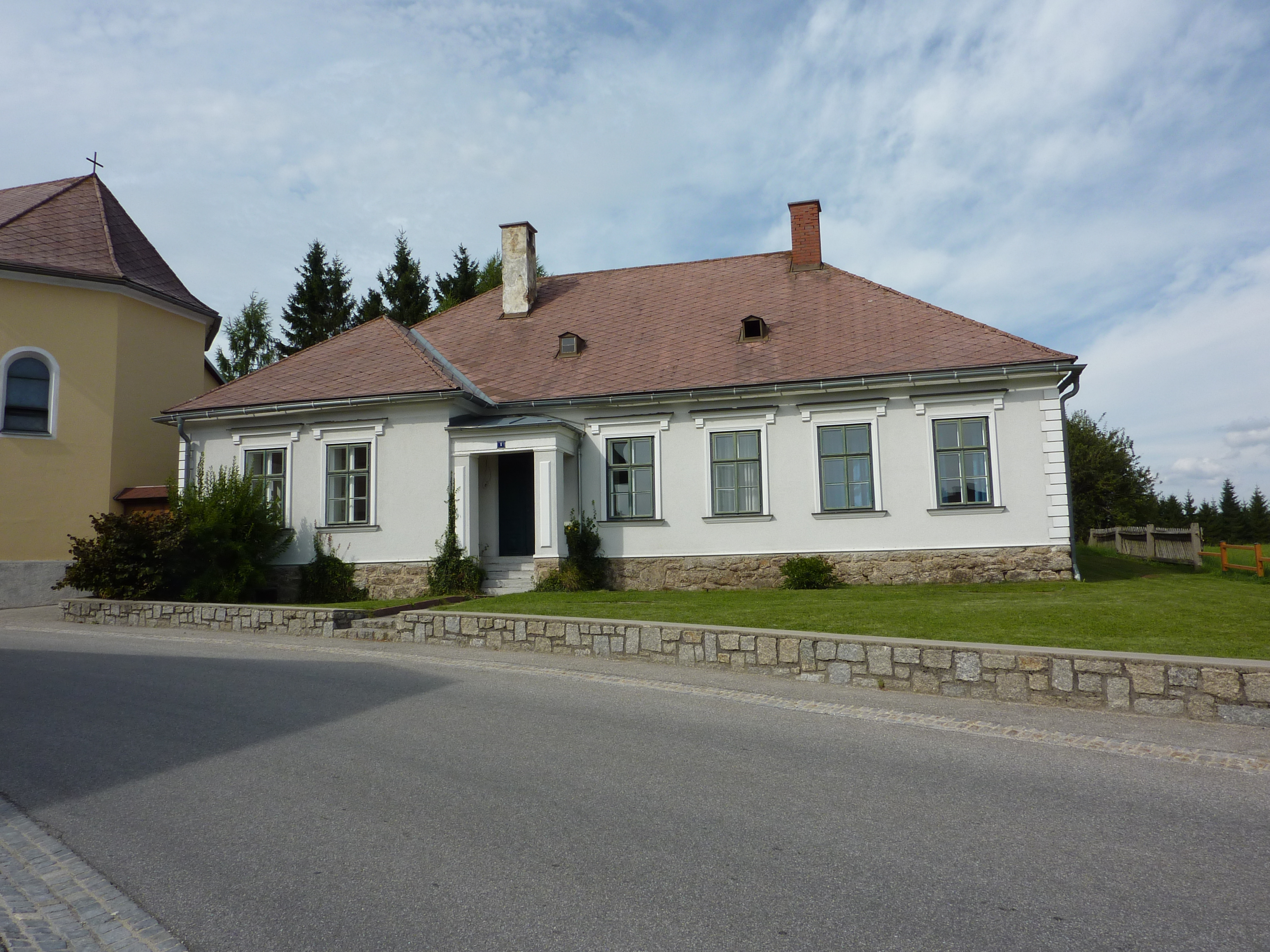
Pfarrhof

| Bärnkopf: Einwohnerzahlen von 1869 bis 2025         | Bärnkopf: Einwohnerzahlen von 1869 bis 2025 | Bärnkopf: Einwohnerzahlen von 1869 bis 2025 | Bärnkopf: Einwohnerzahlen von 1869 bis 2025 | Bärnkopf: Einwohnerzahlen von 1869 bis 2025 |
| --------------------------------------------------- | ------------------------------------------- | ------------------------------------------- | ------------------------------------------- | ------------------------------------------- |
| Jahr                                                |                                             |                                             |                                             | Einwohner                                   |
| 1869                                                | 1869                                        |                                             | 659                                         | 659                                         |
| 1880                                                | 1880                                        |                                             | 678                                         | 678                                         |
| 1890                                                | 1890                                        |                                             | 656                                         | 656                                         |
| 1900                                                | 1900                                        |                                             | 629                                         | 629                                         |
| 1910                                                | 1910                                        |                                             | 634                                         | 634                                         |
| 1923                                                | 1923                                        |                                             | 666                                         | 666                                         |
| 1934                                                | 1934                                        |                                             | 622                                         | 622                                         |
| 1939                                                | 1939                                        |                                             | 543                                         | 543                                         |
| 1951                                                | 1951                                        |                                             | 478                                         | 478                                         |
| 1961                                                | 1961                                        |                                             | 500                                         | 500                                         |
| 1971                                                | 1971                                        |                                             | 465                                         | 465                                         |
| 1981                                                | 1981                                        |                                             | 414                                         | 414                                         |
| 1991                                                | 1991                                        |                                             | 384                                         | 384                                         |
| 2001                                                | 2001                                        |                                             | 378                                         | 378                                         |
| 2011                                                | 2011                                        |                                             | 349                                         | 349                                         |
| 2021                                                | 2021                                        |                                             | 343                                         | 343                                         |
| 2025                                                | 2025                                        |                                             | 328                                         | 328                                         |
| Quelle(n): Statistik Austria, Gebietsstand 1.1.2021 |                                             |                                             |                                             |                                             |

## Kultur und Sehenswürdigkeiten

### Bauwerke
- Katholische Pfarrkirche Bärnkopf hl. Anna

### Museen
- Holzhackermuseum Bärnkopf[7]
- Puppenstube der Familie Schiefer

### Sport
Es gibt einen Tennisclub, einen Stockschützenverein, einen Nordischen Skiclub, einen Frauenturnverein und einen Wanderverein.

## Wirtschaft und Infrastruktur
Von den 55 Arbeitsplätzen des Jahres 2011 entfielen rund zwanzig Prozent auf die Landwirtschaft, zehn Prozent auf den Produktionssektor und siebzig Prozent auf Dienstleistungen. Im gleichen Jahr wohnten 178 Erwerbstätige in Bärnkopf, fast achtzig Prozent pendelten zur Arbeit aus.

### Tourismus
Bärnkopf liegt im Zentrum des größten geschlossenen Waldgebietes Österreichs. Mit bis zu 1000 Meter Seehöhe ist der Ort die höchstgelegene Gemeinde des Waldviertels und hat Sommer und Winter Saison. Absolut ruhig, wenig Verkehr und mit einer ausgezeichneten Luft – im wahrsten Sinne des Wortes – wurde doch Bärnkopf vom Amt der NÖ Landesregierung das Prädikat „Luftkurort“ verliehen.

### Öffentliche Einrichtungen
In Bärnkopf befindet sich eine Volksschule.

## Politik

### Gemeinderat
Der Gemeinderat hat 13 Mitglieder.
- Mit den Gemeinderatswahlen in Niederösterreich 1990 hatte der Gemeinderat folgende Verteilung: 10 SPÖ und 3 ÖVP.
- Mit den Gemeinderatswahlen in Niederösterreich 1995 hatte der Gemeinderat folgende Verteilung: 9 SPÖ und 4 ÖVP.[12]
- Mit den Gemeinderatswahlen in Niederösterreich 2000 hatte der Gemeinderat folgende Verteilung: 10 SPÖ und 3 ÖVP.[13]
- Mit den Gemeinderatswahlen in Niederösterreich 2005 hatte der Gemeinderat folgende Verteilung: 10 SPÖ und 3 ÖVP.[14]
- Mit den Gemeinderatswahlen in Niederösterreich 2010 hatte der Gemeinderat folgende Verteilung: 10 SPÖ und 3 ÖVP.[15]
- Mit den Gemeinderatswahlen in Niederösterreich 2015 hatte der Gemeinderat folgende Verteilung: 10 SPÖ und 3 ÖVP.[16]
- Mit den Gemeinderatswahlen in Niederösterreich 2020 hatte der Gemeinderat folgende Verteilung: 9 SPÖ und 4 ÖVP.[17]
- Mit den Gemeinderatswahlen in Niederösterreich 2025 hat der Gemeinderat folgende Verteilung: 10 SPÖ und 3 ÖVP.[18]

### Bürgermeister
- 1924–1927 Johann Haider (CS)
- 1927–1938 Anton Fichtinger (CS)
- 1938–1939 Heinrich Gruber
- 1939–1944 Karl Grudl
- 1945 Alois Seidl
- 1945–1947 Anton Kienmayer (SP)
- 1948–1969 Leopold Wurzer (SPÖ)
- 1969–1970 Karl Braun (SPÖ)
- 1970–1978 Karl Grudl (SPÖ)
- 1978–1997 Othmar Haider (SPÖ)
- 1998–2012 Ernst Hauschild (SPÖ)
- 2012–2025 Arnold Bauernfried (SPÖ)[19]
- seit 2025 Christian Hörhan (SPÖ)

### Wappen
Der Gemeinde wurde 1979 folgendes Wappen verliehen: In einem goldenen Schild im Schildesfuß zwei gekreuzte blaue Hacken mit naturfarbenen Stielen, aus deren Kreuzung eine grüne Tanne emporwächst.
Die Gemeindefarben sind Gelb-Grün.

### Gemeindepartnerschaften
- seit 1973 Wiener Neudorf

## Persönlichkeiten
- Othmar Matzke (1914–1999), Major der Wehrmacht und Ritterkreuzträger